# (4330) Vivaldi
(4330) Vivaldi és un asteroide del cinturó principal descobert per l'astrònom Freimut Börngen en 1982 des de l'observatori Karl Schwarzschild, Tautenburg, Alemanya.
Porta el seu nom en honor del virtuós violinista i compositor barroc italià Antonio Vivaldi (1680-1743).
La seva distància mínima d'intersecció de l'òrbita terrestre és d'1,16523 ua. El seu TJ és de 3,631.
Presenta una variació de lluentor de 13,9 de magnitud absoluta.